# Ahmadpur (Birbhum)
Ahmadpur (ook wel gespeld als Ahmedpur) is een census town in het district Birbhum van de Indiase staat West-Bengalen.

## Demografie
Volgens de Indiase volkstelling van 2001 wonen er 8.397 mensen in Ahmadpur, waarvan 51% mannelijk en 49% vrouwelijk is. De plaats heeft een alfabetiseringsgraad van 65%.